# Кладруби на Лаби
Кладруби на Лаби (чеш. Kladruby nad Labem) је насељено мјесто са административним статусом сеоске општине (чеш. obec) у округу Пардубице, у Пардубичком крају, Чешка Република.

## Становништво
Према подацима о броју становника из 2014. године насеље је имало 646 становника.